# بنجامین (تگزاس)
بنجامین، تگزاس(به انگلیسی: Benjamin, Texas) شهری در ایالت تگزاس از ایالات جنوبی ایالات متحده آمریکا است. در سرشماری سال ۲۰۰۰، جمعیت این شهر ۲۶۴ نفر اعلام شد.